# Ariel Edgardo Torrado Mosconi

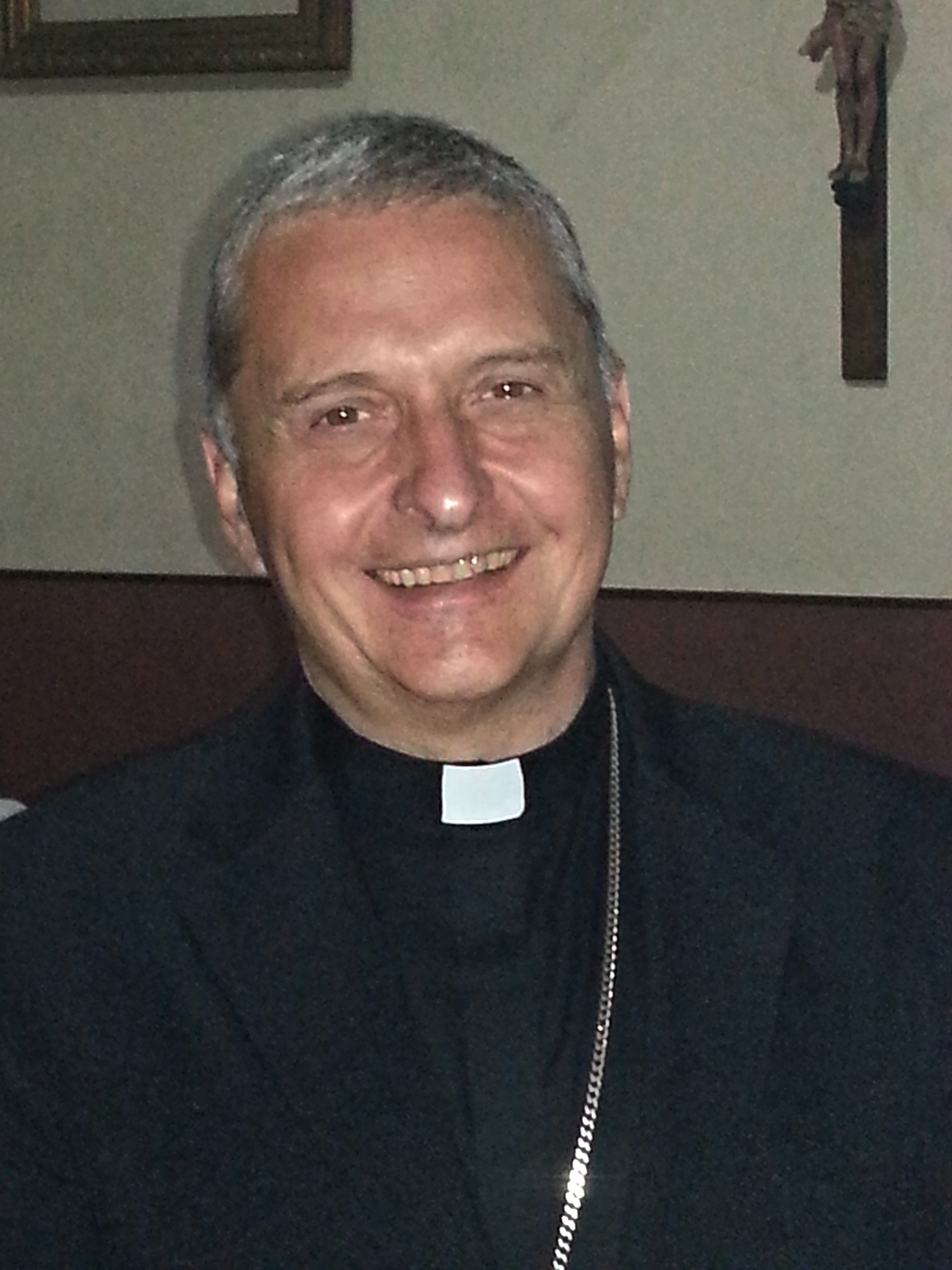
Ariel Edgardo Torrado Mosconi

Wappen von Ariel Edgardo Torrado Mosconi

Ariel Edgardo Torrado Mosconi (* 18. Januar 1961 in Veinticinco de Mayo, Provinz Buenos Aires, Argentinien) ist ein argentinischer Geistlicher und römisch-katholischer Bischof von Nueve de Julio.

## Leben
Ariel Edgardo Torrado Mosconi nahm zunächst eine Ausbildung zum Agraringenieur auf und trat 1983 in das Priesterseminar des Erzbistums Buenos Aires ein. Nach dem Baccalauret in Theologie erwarb er hier das Lizenziat in Moraltheologie. Am 17. November 1990 empfing er durch den Erzbischof von Buenos Aires, Antonio Quarracino, das Sakrament der Priesterweihe.
Nach zwei Jahren als Kaplan wurde er 1992 Präfekt und später Subregens am Priesterseminar von Buenos Aires. 1999 übernahm er die Leitung der Pfarrei San Bernardo. Im Jahr 2005 wurde er Pfarrer von San Isidro Labrador und übernahm verschiedene Aufgaben auf Diözesanebene. So war er Mitglied des Priesterrats und des Konsultorenkollegiums, Sekretär der Bildungsabteilung und der bischöflichen Liturgiekommission. Darüber hinaus war er Assessor am Kulturinstitut der Päpstlichen Katholischen Universität von Argentinien.
Am 22. November 2008 ernannte ihn Papst Benedikt XVI. zum Titularbischof von Vicus Pacati und zum Weihbischof in Santiago del Estero. Der Erzbischof von Buenos Aires, Jorge Mario Kardinal Bergoglio SJ, spendete ihm am 13. Dezember desselben Jahres die Bischofsweihe; Mitkonsekratoren waren der Weihbischof in La Plata, Antonio Marino, und der Bischof von Santiago del Estero, Francisco Polti Santillán.
Papst Franziskus ernannte ihn am 12. Mai 2015 zum Koadjutorbischof von Nueve de Julio. Mit dem Rücktritt Martín de Elizaldes OSB am 1. Dezember 2015 folgte er diesem als Bischof von Nueve de Julio nach.